# 世界红卍字会台湾总主会
世界红卍字会台湾总主会，原称世界紅卍字會臺灣省分會，1949年經臺灣省政府社會處核准立案成立。

## 历史

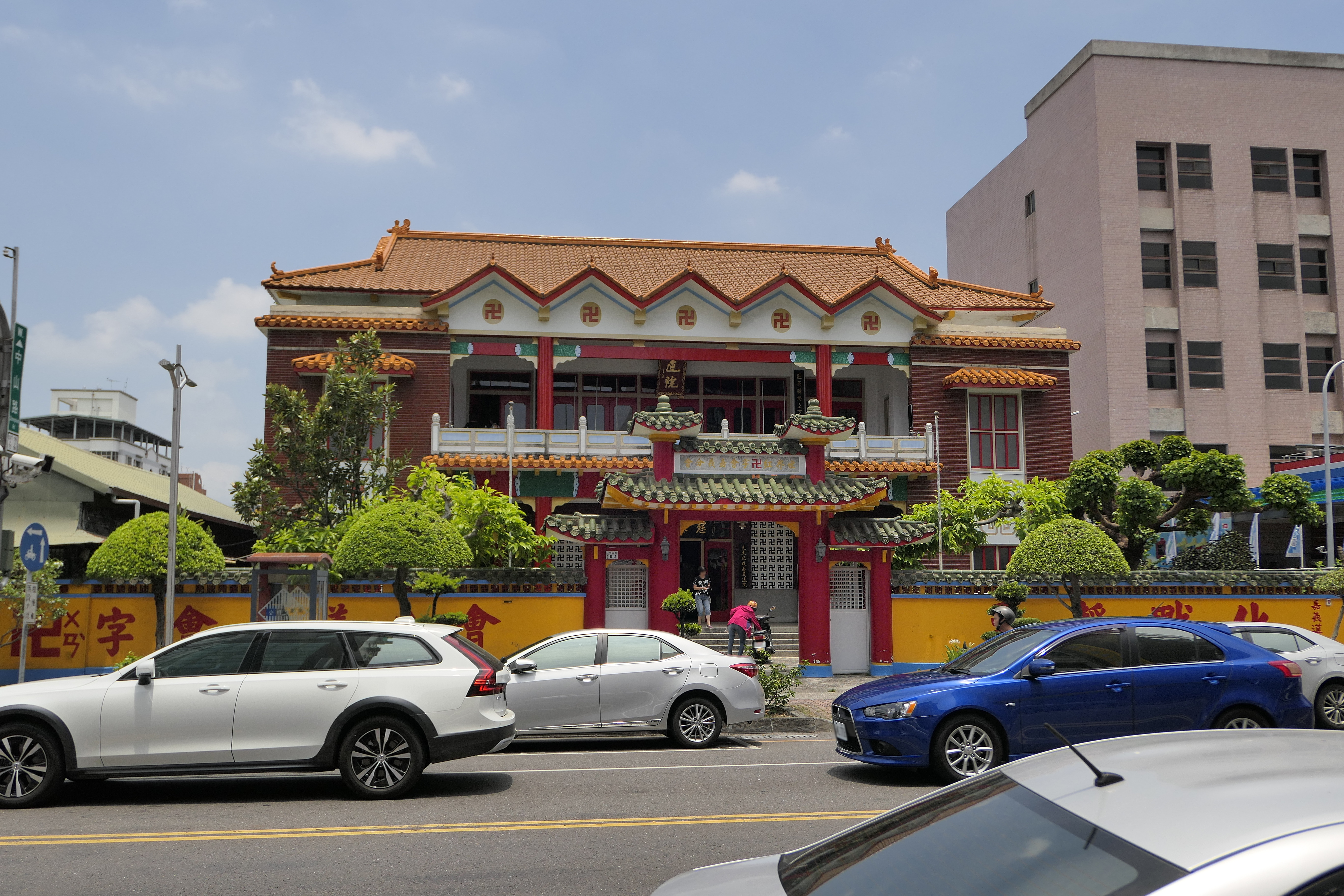
世界紅卍字會嘉義市院會

1922年，世界紅卍字會於北京創立。1948年，朱印川到台湾成立道院和世界红卍字会分支机构。1949年，世界紅卍字會臺灣省分會經臺灣省政府社會處核准立案，后发展为「中華總會」及「臺灣總主會」，並於臺中、彰化、嘉義、臺南、高雄設有分會，且成立理監事會及臺灣道慈事業發展基金會。世界紅卍字會在臺灣的救濟工作大致以冬令救濟為主。
臺灣道院也于1949年正式成立，后经内政部重新立案登记为“先天救教道院臺灣總主院”，總主院設於臺北市。

## 历任统掌
1949年臺灣道院正式成立时，朱印川任首任「統掌」。1950年，由出任臺北市長的游彌堅接任。1971年由開南商工創辦人王民寧、養樂多公司董事長陳重光相繼出任統掌。2008年時，統掌为曾任臺南市長和臺灣省糧食局長的張麗堂。